# Donghe
Der Stadtbezirk Donghe (chinesisch 东河区, Pinyin Dōnghé Qū; mongolisch ᠳᠦᠩᠾᠧ

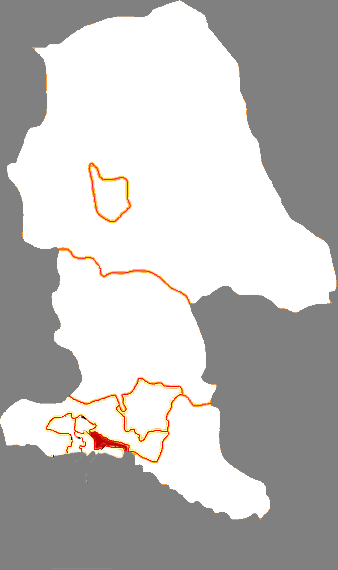
Lage Donghes in Baotou

ᠲᠣᠭᠣᠷᠢᠭ Düŋhė toɣoriɣ) ist ein chinesischer Stadtbezirk, der zum Verwaltungsgebiet der bezirksfreien Stadt Baotou in der Autonomen Region Innere Mongolei der Volksrepublik China gehört. Das Verwaltungsgebiet des Stadtbezirks hat eine Fläche von 423 km² und er zählt ca. 380.000 Einwohner. 
Koordinaten: 40° 35′ N, 110° 5′ O